# Gastrancistrus cupreus
Gastrancistrus cupreus är en stekelart som beskrevs av Graham 1969. Gastrancistrus cupreus ingår i släktet Gastrancistrus och familjen puppglanssteklar. Inga underarter finns listade i Catalogue of Life.